# Grand Prix Japonska 2012
Grand Prix Japonska 2012 (oficiálně 2012 Formula 1 Japanese Grand Prix) se jela na okruhu Suzuka Circuit nedaleko města Suzuka v Japonsku dne 7. října 2012. Závod byl patnáctým v pořadí v sezóně 2012 šampionátu Formule 1.

## Kvalifikace
| Poř.                       | No. | Jezdec             | Konstruktér          | Časy v kvalifikaci | Časy v kvalifikaci | Časy v kvalifikaci | Pořadí na startu |
| Poř.                       | No. | Jezdec             | Konstruktér          | Q1                 | Q2                 | Q3                 | Pořadí na startu |
| -------------------------- | --- | ------------------ | -------------------- | ------------------ | ------------------ | ------------------ | ---------------- |
| 1                          | 1   | Sebastian Vettel   | Red Bull-Renault     | 1:32.608           | 1:31.501           | 1:30.839           | 1                |
| 2                          | 2   | Mark Webber        | Red Bull-Renault     | 1:32.951           | 1:31.950           | 1:31.090           | 2                |
| 3                          | 3   | Jenson Button      | McLaren-Mercedes     | 1:33.077           | 1:31.772           | 1:31.290           | 8                |
| 4                          | 14  | Kamui Kobajaši     | Sauber-Ferrari       | 1:32.042           | 1:31.886           | 1:31.700           | 3                |
| 5                          | 10  | Romain Grosjean    | Lotus-Renault        | 1:32.029           | 1:31.968           | 1:31.898           | 4                |
| 6                          | 15  | Sergio Pérez       | Sauber-Ferrari       | 1:32.147           | 1:32.169           | 1:32.022           | 5                |
| 7                          | 5   | Fernando Alonso    | Ferrari              | 1:32.459           | 1:31.833           | 1:32.114           | 6                |
| 8                          | 9   | Kimi Räikkönen     | Lotus-Renault        | 1:32.221           | 1:31.826           | 1:32.208           | 7                |
| 9                          | 4   | Lewis Hamilton     | McLaren-Mercedes     | 1:33.061           | 1:32.121           | 1:32.327           | 9                |
| 10                         | 12  | Nico Hülkenberg    | Force India-Mercedes | 1:32.828           | 1:32.272           | Bez času           | 15               |
| 11                         | 6   | Felipe Massa       | Ferrari              | 1:32.946           | 1:32.293           |                    | 10               |
| 12                         | 11  | Paul di Resta      | Force India-Mercedes | 1:32.898           | 1:32.327           |                    | 11               |
| 13                         | 7   | Michael Schumacher | Mercedes             | 1:33.349           | 1:32.469           |                    | 23               |
| 14                         | 18  | Pastor Maldonado   | Williams-Renault     | 1:32.834           | 1:32.512           |                    | 12               |
| 15                         | 8   | Nico Rosberg       | Mercedes             | 1:33.015           | 1:32.625           |                    | 13               |
| 16                         | 16  | Daniel Ricciardo   | Toro Rosso-Ferrari   | 1:33.059           | 1:32.954           |                    | 14               |
| 17                         | 17  | Jean-Éric Vergne   | Toro Rosso-Ferrari   | 1:33.370           | 1:33.368           |                    | 19               |
| 18                         | 19  | Bruno Senna        | Williams-Renault     | 1:33.405           |                    |                    | 16               |
| 19                         | 20  | Heikki Kovalainen  | Caterham-Renault     | 1:34.657           |                    |                    | 17               |
| 20                         | 24  | Timo Glock         | Marussia-Cosworth    | 1:35.213           |                    |                    | 18               |
| 21                         | 22  | Pedro de la Rosa   | HRT-Cosworth         | 1:35.385           |                    |                    | 20               |
| 22                         | 25  | Charles Pic        | Marussia-Cosworth    | 1:35.429           |                    |                    | 21               |
| 23                         | 21  | Vitalij Petrov     | Caterham-Renault     | 1:35.432           |                    |                    | 22               |
| 24                         | 23  | Narain Karthikeyan | HRT-Cosworth         | 1:36.734           |                    |                    | 24               |
| 107% času vítěze: 1:38.471 |     |                    |                      |                    |                    |                    |                  |
| Zdroj:                     |     |                    |                      |                    |                    |                    |                  |

Poznámky
1. 1 2  Jenson Button a Nico Hülkenberg obdrželi trest posunu o 5 míst vzad za neplánovanou výměnu převodovky.
2. ↑  Michael Schumacher obdržel trest posunu o 10 míst vzad za zavinění kolize v předchozím závodě.
3. ↑  Jean-Éric Vergne obdržel trest posunu o 3 místa vzad za blokování Bruna Senny během kvalifikace.

## Závod
| Poř.   | No. | Jezdec             | Konstruktér          | Počet kol | Čas/Odstoupení | Pořadí na startu | Body |
| ------ | --- | ------------------ | -------------------- | --------- | -------------- | ---------------- | ---- |
| 1      | 1   | Sebastian Vettel   | Red Bull-Renault     | 53        | 1:28:56.242    | 1                | 25   |
| 2      | 6   | Felipe Massa       | Ferrari              | 53        | +20.632        | 10               | 18   |
| 3      | 14  | Kamui Kobajaši     | Sauber-Ferrari       | 53        | +24.538        | 3                | 15   |
| 4      | 3   | Jenson Button      | McLaren-Mercedes     | 53        | +25.098        | 8                | 12   |
| 5      | 4   | Lewis Hamilton     | McLaren-Mercedes     | 53        | +46.490        | 9                | 10   |
| 6      | 9   | Kimi Räikkönen     | Lotus-Renault        | 53        | +50.424        | 7                | 8    |
| 7      | 12  | Nico Hülkenberg    | Force India-Mercedes | 53        | +51.159        | 15               | 6    |
| 8      | 18  | Pastor Maldonado   | Williams-Renault     | 53        | +52.364        | 12               | 4    |
| 9      | 2   | Mark Webber        | Red Bull-Renault     | 53        | +54.675        | 2                | 2    |
| 10     | 16  | Daniel Ricciardo   | Toro Rosso-Ferrari   | 53        | +1:06.919      | 14               | 1    |
| 11     | 7   | Michael Schumacher | Mercedes             | 53        | +1:07.769      | 23               |      |
| 12     | 11  | Paul di Resta      | Force India-Mercedes | 53        | +1:23.460      | 11               |      |
| 13     | 17  | Jean-Éric Vergne   | Toro Rosso-Ferrari   | 53        | +1:28.645      | 19               |      |
| 14     | 19  | Bruno Senna        | Williams-Renault     | 53        | +1:28.709      | 16               |      |
| 15     | 20  | Heikki Kovalainen  | Caterham-Renault     | 52        | +1 kolo        | 17               |      |
| 16     | 24  | Timo Glock         | Marussia-Cosworth    | 52        | +1 kolo        | 18               |      |
| 17     | 21  | Vitalij Petrov     | Caterham-Renault     | 52        | +1 kolo        | 22               |      |
| 18     | 22  | Pedro de la Rosa   | HRT-Cosworth         | 52        | +1 kolo        | 20               |      |
| 19     | 10  | Romain Grosjean    | Lotus-Renault        | 51        | Převodovka     | 4                |      |
| Ret    | 25  | Charles Pic        | Marussia-Cosworth    | 36        | Motor          | 21               |      |
| Ret    | 23  | Narain Karthikeyan | HRT-Cosworth         | 32        | Vibrace        | 24               |      |
| Ret    | 15  | Sergio Pérez       | Sauber-Ferrari       | 19        | Přetočení      | 5                |      |
| Ret    | 5   | Fernando Alonso    | Ferrari              | 0         | Kolize         | 6                |      |
| Ret    | 8   | Nico Rosberg       | Mercedes             | 0         | Kolize         | 13               |      |
| Zdroj: |     |                    |                      |           |                |                  |      |

Poznámky
1. ↑  Romain Grosjean odstoupil ze závodu, ale byl klasifikován, protože odjel více než 90 % délky závodu.

## Průběžné pořadí po závodě
Pohár jezdců
|  | Pořadí | Jezdec           | Body |
|  | ------ | ---------------- | ---- |
|  | 1      | Fernando Alonso  | 194  |
|  | 2      | Sebastian Vettel | 190  |
|  | 3      | Kimi Räikkönen   | 157  |
|  | 4      | Lewis Hamilton   | 152  |
|  | 5      | Mark Webber      | 134  |

Pohár konstruktérů
|  | Pořadí | Konstruktér      | Body |
|  | ------ | ---------------- | ---- |
|  | 1      | Red Bull-Renault | 324  |
|  | 2      | McLaren-Mercedes | 283  |
|  | 3      | Ferrari          | 263  |
|  | 4      | Lotus-Renault    | 239  |
|  | 5      | Mercedes         | 136  |